# European Code against Cancer
Der Europäische Kodex zur Krebsbekämpfung (im englischen Original: European Code against Cancer) ist ein Verhaltenskodex, beziehungsweise ein Satz von Empfehlungen für die Bürger der Europäischen Union, die auf wissenschaftlichen Erkenntnissen basieren. Das Ziel dieses Kodexes ist es, die Zahl der jedes Jahr neu an Krebs erkrankten Personen in der EU zu reduzieren.

## Der Kodex
Im Jahr 1987 hat ein Ausschuss mehrerer Krebsforscher einen Kodex zur Krebsbekämpfung entwickelt und veröffentlicht. Die Europäische Kommission hat Anfang der 1990er Jahre die European School of Oncology mit Sitz in Mailand aufgefordert, eine Prüfung und Überarbeitung des Kodexes und seiner Empfehlungen vorzunehmen. 1995 wurde dann die zweite Ausgabe des Kodexes angenommen und veröffentlicht. 2003 entstand die Dritte und zurzeit aktuelle Fassung des Kodexes. Sie wurde aus dem Programm Europe against Cancer der Europäischen Kommission finanziert. Das Europäische Parlament unterstützt die Verbreitung dieses Kodexes.
Der Kodex selbst gibt verschiedene Empfehlungen für das tägliche Leben der EU-Bürger, wie beispielsweise Verzicht auf Tabakkonsum, gesunde Ernährung und Freizeitgestaltung, sowie für Krebsvorsorgeuntersuchungen.

## Evaluierung des Kodexes
Im Jahr 1985 gab es in der EU 850.194 Krebstote. Auf der Basis reiner demographischer Entwicklungen nahm man einen Zuwachs auf 1.033.083 bis zum Jahr 2000 an. Tatsächlich kam es auch zu einer Zunahme von Krebstoten in diesem Zeitraum, und zwar um 12 % bei Männern und um 9 % bei Frauen. Das gesetzte Ziel der Aktion Europäischer Kodex zur Krebsbekämpfung, 15 % weniger Krebstote als im Jahr 1985 zu haben, wurde in dem Zeitraum jedoch EU-weit nicht erreicht. Tatsächlich konnte man eine Reduktion der Sterberate um 10 % bei Männern und 8 % bei Frauen beziehungsweise eine Risikoreduktion um 11 bzw. 10 % nachweisen. Allein Österreich und Finnland erreichten das Planziel 15 % Reduktion der Sterberate an Krebs gegenüber 1985. Das Vereinigte Königreich und Luxemburg erreichten das Ziel annähernd. Am schlechtesten schnitten Portugal und Griechenland ab. Die Autoren schließen daraus, dass die Einführung des Kodexes und seine Verbreitung mit der Verhinderung von 92.573 neuen Krebssterbefällen in Verbindung gebracht werden kann. In den meisten Ländern der EU sind seitdem Rückgänge in den Krebssterberegistern zu verzeichnen. Vor allem in den letzten drei bis vier Jahren sollen die eingeführten Brustkrebs- und Gebärmutterhalskrebsfrüherkennungs- bzw. Vorsorgeuntersuchungen eine Rolle in der weiteren Reduzierung der Krebsmortalität spielen.

## Die Mitglieder des Ausschusses
Der Ausschuss zum Update des Kodexes bestand aus mehr als 40 Experten aus den verschiedensten Bereichen der Krebsforschung. Darunter waren:
- Peter Boyle, Präsident, International Prevention Research Institute, Lyon, Frankreich als Projektleiter
- Philippe Autier, Gruppenleiter, Internationale Agentur für Krebsforschung, Lyon, Frankreich
- Jose Baselga, Professor und Vorsitzender, Medical Oncology Service, Vall d’Hebron University Hospital, Barcelona, Spanien
- Paolo Boffetta, Leiter, Section of Environment, Internationale Agentur für Krebsforschung, Lyon, Frankreich
- John Burn Medizinischer Leiter und Institutsleiter, Institute of Human Genetics, Newcastle University, Newcastle, Vereinigtes Königreich
- Harry J. G. Burns, Chief Medical Officer, NHS Scotland, Glasgow, Vereinigtes Königreich
- Mario Dicato Professor und Leiter für Innere Medizin, Abt. Hämatologie-Onkologie, Centre Hospitalier de Luxembourg, Luxembourg
- Volker Diehl, Emeritus-Professor und ehemaliger Direktor, Klinik I für Innere Medizin, Universität zu Köln, Köln, Deutschland
- Richard Doll, ehemaliger Professor, University of Oxford, Oxford, Vereinigtes Königreich
- Miklos Kásler, Direktor, National Institute of Oncology, Budapest, Ungarn
- Manolis Kogevinas, Professor, Department of Epidemiology and Public Health, Institut Municipal d’Investigacio Mèdica (IMIM), Barcelona, Spanien und Kodirektor, Centre for Research in Environmental Epidemiology (CREAL), Barcelona, Spanien
- Stener Kvinnsland, Direktor, Haukeland University Hospital, Bergen, Norwegen
- Carlo La Vecchia, Professor und Leiter, Department of Epidemiology, Istituto di Ricerche Farmacologiche Mario Negri, Mailand, Italien
- Gordon McVie, Professor und Senior Consultant, Department of Epidemiology and Biostatistics, European Institute of Oncology, Mailand, Italien
- José Maria Martin-Moreno, Professor und Direktor, Department for Preventive Medicine and Public Health, University of Valencia, Valencia, Spanien
- Mike Richards, National Cancer Director, St Thomas’ Hospital, London, Vereinigtes Königreich
- Ulrik Ringborg, Department of Oncology, Radiumhemmet, Karolinska-Institut und Karolinska-Krankenhaus, Solna, Schweden
- Crispian Scully, Dekan und Direktor für Lehre und Forschung, Eastman Dental Institute for Oral Health Care Sciences and International Centres for Excellence in Dentistry, University College London, London, UK
- Umberto Veronesi, Professor, Gründer und Wissenschaftlicher Direktor, European Institute of Oncology, Mailand, Italien
- Harald zur Hausen ehemaliger Direktor, Deutsches Krebsforschungszentrum, Heidelberg, Deutschland